# Port Jackson

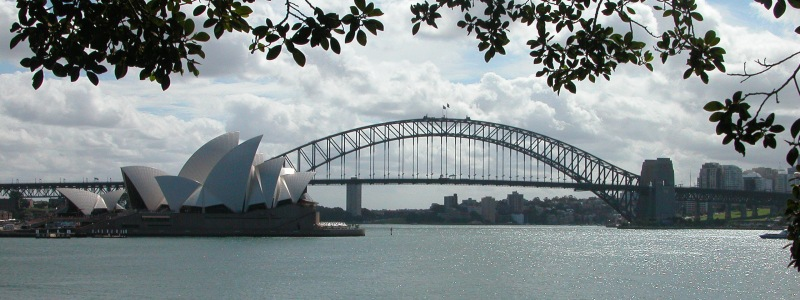
Port Jackson mit Hafenbrücke und Opernhaus

Port Jackson (auch Sydney Harbour) ist der natürliche Hafen von Sydney in Australien. Dort befinden sich die Wahrzeichen der Stadt, das Sydney Opera House und die Sydney Harbour Bridge.

## Geographie

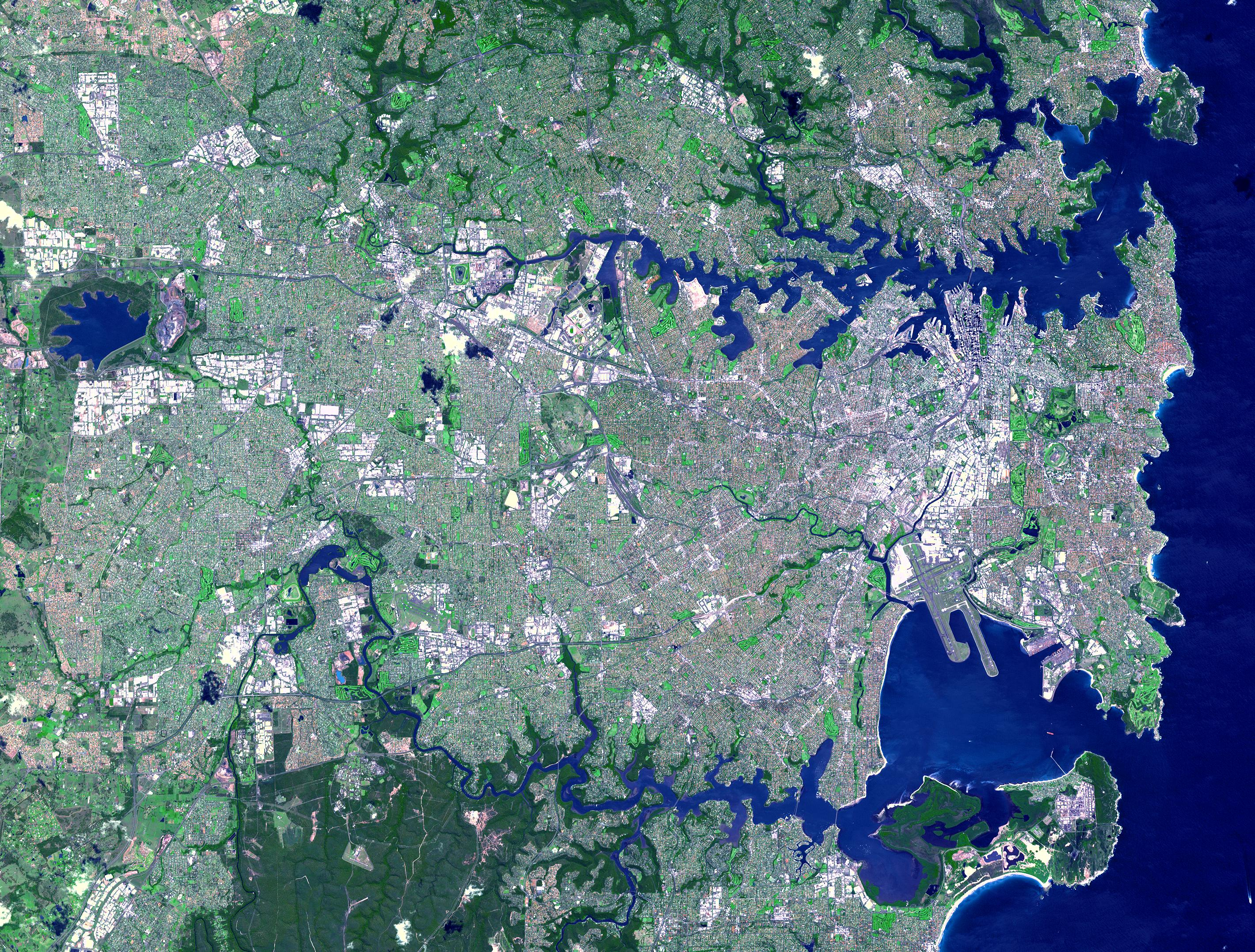
Satellitenaufnahme vom Parramatta River und Port Jackson (oben) sowie des Georges River, der in die Botany Bay fließt (unten)

Port Jackson bildet mit einer Fläche von 50 Quadratkilometern und 19 Kilometer Länge den Hauptarm. Von ihm zweigen weitere Meeresarme wie der Middle Harbour ab. Die Küstenlänge der Mündung beträgt 317 Kilometer. Geologisch ist Port Jackson eine Ria, ein Küstentyp mit einer schmalen und langen, tief in das Land eindringenden Meeresbucht. In diese fließt der Parramatta River.
Im Hafen befinden sich zahlreiche Inseln, darunter Shark Island, Clark Island, Fort Denison Island, Goat Island, Cockatoo Island, Spectacle Island, Snapper Island und Rodd Island.

Einige frühere Inseln (Bennelong Island, Garden Island und Berry Island) sind infolge von Landgewinnungsmaßnahmen heute dauerhaft mit dem Festland verbunden.
Südlich und westlich des Hafens liegt die flache bis leicht hügelige Cumberland Plain. Nördlich des Hafens befindet sich das Hornsby Plateau, ein bis zu 200 Meter hohes Hügelland, das von bewaldeten Tälern durchzogen ist.

## Geschichte

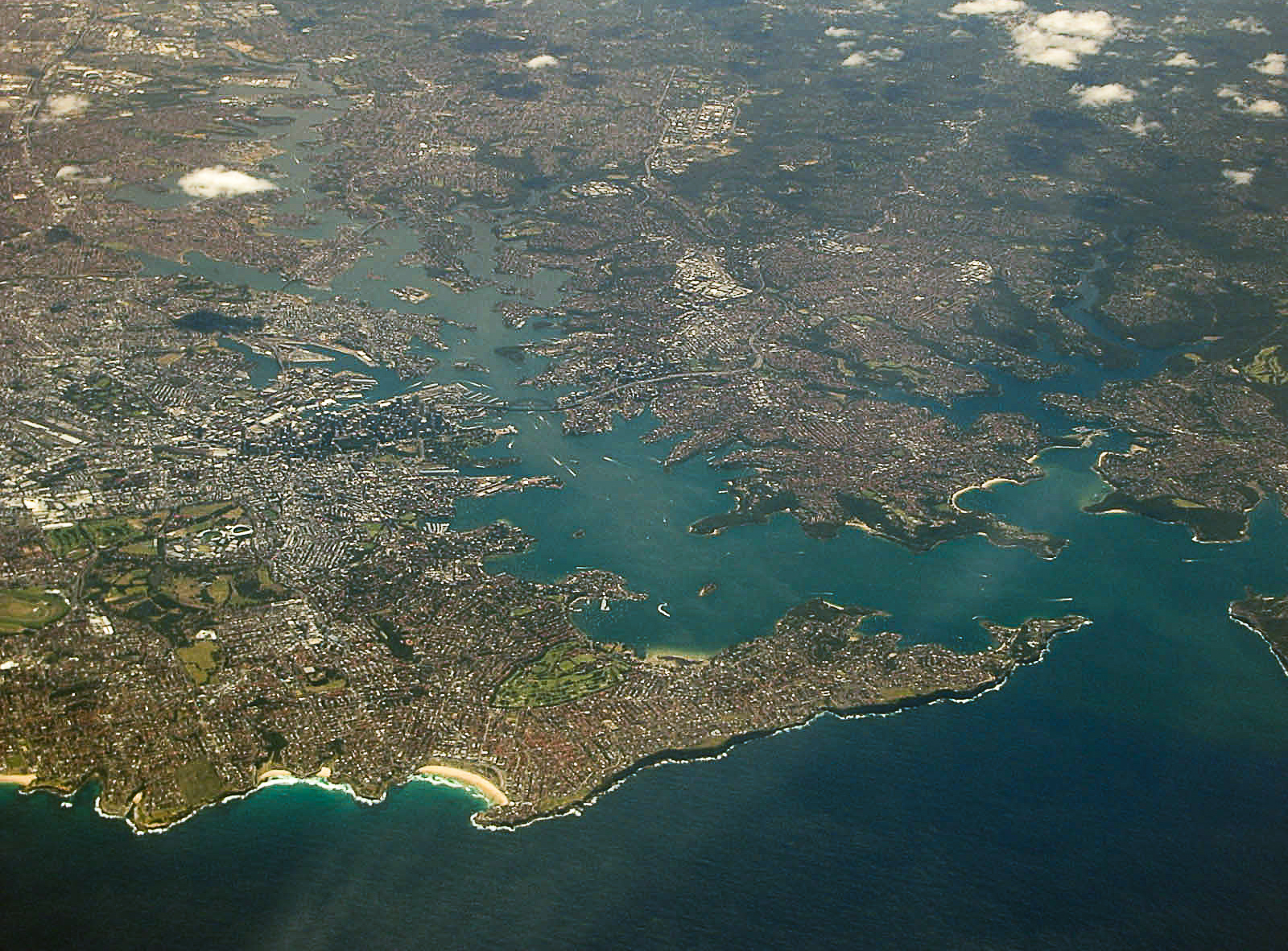
Luftaufnahme von Port Jackson

Die Gegend des heutigen Port Jackson wurde vor ungefähr 40.000 Jahren von Aborigines besiedelt. Zu Beginn der Kolonisation lebten hier etwa 4000 bis 8000 Ureinwohner, die drei verschiedenen Stämmen angehörten. Dies waren die Darug, die Dharawal und die Guringai. Obwohl ihre Siedlungen weitgehend verschwunden sind, blieben an einigen Stellen Felszeichnungen erhalten.
1770 erkundete James Cook auf seiner ersten Südseereise die Gegend. Am 26. Januar 1788 trafen britische Schiffe der First Fleet mit rund 1000 Männern und Frauen, ca. drei Viertel davon Sträflinge, unter der Führung von Arthur Phillip im Port Jackson ein. Sie gründeten am Hafen die erste weiße Siedlung Australiens. Die neue Ansiedlung wurde Sydney genannt, zu Ehren des damaligen englischen Innenministers Lord Sydney. 2006 wohnten in der Stadt knapp vier Millionen Menschen in rund 450 Vororten.

## Wirtschaft und Infrastruktur
Die ersten Hafenanlagen wurden auf Veranlassung von Lachlan Macquarie (1762–1824), dem Gouverneur der britischen Kolonie New South Wales, gebaut. Heute besitzt der Hafen moderne Anlagen für Containerschiffe. Der größte Teil des australischen Außenhandels wurde bis in die 1980er Jahre über Port Jackson abgewickelt. Fleisch, Weizen und Wolle waren die wichtigsten Exportprodukte. Nach einer langen Übergangsphase legt der Containerschiff-Verkehr nun in Botany Bay an. Der Fährverkehr im Hafen wird von Sydney Ferries, einer staatlichen Gesellschaft der Regierung von New South Wales, betrieben.

## Sport
Während der Olympischen Sommerspiele 2000 wurden im Hafen von Sydney die Segelregatten sowie das Schwimmen der Triathlonwettkämpfe ausgetragen.